# P
P je 16. písmeno latinské abecedy. Stejně zapisovaný znak Р v cyrilici odpovídá písmenu R v latince.
- V gramatice
  - p. je zkratka výrazu „pan“, „pán“ (pro „paní“ se užívá zkratka pí, bez tečky).
  - p. je zkratka slova pod v názvech obcí („Bělá p. Bezdězem“, „Třebechovice p. Orebem“, „Stráž p. Ralskem“ aj.).
- Ve fyzice
  - P0 je značka příkonu
  - p je značka tlaku.
  - p je značka hybnosti.
  - P je značka výkonu.
  - P je značka elektrické polarizace.
  - p je označení pro proton (někdy též p+, zatímco p− označuje jeho antičástici antiproton).
  - p je označení kvantových stavů s orbitálním momentem hybnosti (resp. vedlejším kvantovým číslem) l=1;
    - odtud p je označení atomového orbitalu odpovídajícího l=1;

  - P je současné (od r. 2023) systematické označení pentakvarků.[1]
- V soustavě SI
  - P je značka předpony soustavy SI pro 1015, peta.
  - p je značka předpony soustavy SI pro 10−12, piko.
- Jako označení měny je p označením britské pence (např. 25p).
- V logice se p používá jako proměnná pro nějaký predikát.
- V matematice
  - pomocí P nebo p se označuje pravděpodobnost nějakého jevu.
  - ve statistice se p nebo p-value používá k označení pravděpodobnosti při testování hypotéz, znamená nejnižší možnou hladinu významnosti, při které lze ještě zamítnout nulovou hypotézu.
  - ℙ označuje množinu všech prvočísel.
- V informatice je P označení pro třídu složitosti obsahující problémy řešitelné v polynomiálním čase na deterministickém Turingově stroji.
- V chemii
  - P je značka fosforu.
  - p je název orbitalu a s ním spojené skupiny prvků v periodické tabulce.
  - názvoslovná předpona p- (para) označující protilehlé polohy (1,4) benzenoidního cyklu
- V biochemii je P označení aminokyseliny prolin.
- V biblistice označuje tzv. Kněžský kodex, jeden z pramenů Pentateuchu.
- Ve spojení se značkou potvrzující kašrut znamená, že výrobek je košer pro svátek pesach.
- P. uváděné před jménem je označením katolického kněze (z latinského pater – otec).
- Ve výživě je P vitamín – viz vitamín P.
- V silniční dopravě označuje písmeno P parkoviště.
- P je mezinárodní poznávací značka Portugalska.
- Na registrační značce P značí Plzeňský kraj.
- V šachu se p někdy používá pro označení pěšce.
- V jazycích (X)HTML je <p> element pro vyznačení odstavce.
- V typografii je P v kroužku ℗ označení pro autorská práva výkonného umělce u hudebního díla.
- Při čištění textilu je P v kroužku Ⓟ označení pro tzv. suché čištění.
- Ve slangu P (péčko) může označovat
  - drogu pervitin (perník).
  - pornografický film, časopis apod.

V arménském písmu písmenu P odpovídá písmeno Պ (պ) (dle české výslovnosti bez přídechu) nebo písmeno Փ (փ) (dle anglické výslovnosti s přídechem).